# Pyrola rugosa
Pyrola rugosa är en ljungväxtart som beskrevs av Heinrich Andres. Pyrola rugosa ingår i släktet pyrolor, och familjen ljungväxter. Inga underarter finns listade i Catalogue of Life.